# Palmyra (Illinois)
Palmyra és una població dels Estats Units a l'estat d'Illinois. Segons el cens del 2000 tenia 733 habitants.

## Demografia
Segons el cens del 2000, Palmyra tenia 733 habitants, 334 habitatges, i 223 famílies. La densitat de població era de 283 habitants/km².
Dels 334 habitatges en un 23,7% hi vivien nens de menys de 18 anys, en un 50,9% hi vivien parelles casades, en un 11,7% dones solteres, i en un 33,2% no eren unitats familiars. En el 28,4% dels habitatges hi vivien persones soles el 18,9% de les quals corresponia a persones de 65 anys o més que vivien soles. El nombre mitjà de persones vivint en cada habitatge era de 2,19 i el nombre mitjà de persones que vivien en cada família era de 2,63.
Per edats la població es repartia de la següent manera: un 20,1% tenia menys de 18 anys, un 7,8% entre 18 i 24, un 24% entre 25 i 44, un 25% de 45 a 60 i un 23,2% 65 anys o més.
L'edat mediana era de 44 anys. Per cada 100 dones de 18 o més anys hi havia 87,2 homes.
La renda mediana per habitatge era de 27.188 $ i la renda mediana per família de 36.250 $. Els homes tenien una renda mediana de 29.583 $ mentre que les dones 18.667 $. La renda per capita de la població era de 14.801 $. Aproximadament el 10,1% de les famílies i el 14,7% de la població estaven per davall del llindar de pobresa.

## Poblacions més properes
El següent diagrama mostra les poblacions més properes.